# Iodophore
Iodophore (von griechisch phorós = tragend) sind stabile Einschlussverbindungen, die sich aus Makromolekülen mit elementarem Iod bilden.
Als Trägermaterialien kommen Polycarbonsäuren, Tenside oder Polymere zum Einsatz, die 0,5 – 3 % Iod komplex gebunden enthalten. Da das Iod im Gegensatz zu Iod-Tinkturen fester gebunden ist, zeichnen sich Iodophore dadurch aus, dass sie die Haut nicht färben, einen schwächeren Iod-Geruch besitzen und weniger korrosiv und toxisch sind. Iodophore finden in Desinfektionsmitteln, Antiseptika und Fungiziden Verwendung.
Beispiele für Iodophore sind:
- Das Polymer Polyvinylpyrrolidon (bekannt als „PVP“ oder „Povidon“) bindet Iod sehr stark. Der 10 % iodhaltige Komplex Povidon- bzw. PVP-Iod ist sehr leicht wasserlöslich, während elementares Iod wasserunlöslich ist. Gegenüber klassischer Iodtinktur hat sich PVP-Iod in der medizinischen Wundbehandlung durchgesetzt.
- Das Polysaccharid Stärke bindet Iod ebenfalls sehr stark. Ein Komplex aus dieser Bindung enthält jedoch nur Spuren von Iod und löst sich in Wasser mit charakteristischer blauer Farbe, die zur Iod-Stärke-Nachweisreaktion genutzt wird.
- Kürzlich wurde ein Komplex von Methylcellulose und Iodoform entdeckt. Der ca. 5 % iodoformhaltige Komplex ist mäßig wasserlöslich, während Iodoform wasserunlöslich ist.